# Hemitriakis
Hemitriakis is een geslacht van de familie van gladde haaien (Triakidae) en kent 5 soorten.

## Taxonomie
- Hemitriakis abdita Compagno & Stevens, 1993 – Diepwater sikkelvinvaalhaai
- Hemitriakis complicofasciata Takahashi & Nakaya, 2004
- Hemitriakis falcata Compagno & Stevens, 1993 – Sikkelvinvaalhaai
- Hemitriakis indroyonoi White, Compagno & Dharmadi, 2009
- Hemitriakis japanica (Müller & Henle, 1839) – Japanse vaalhaai
- Hemitriakis leucoperiptera Herre, 1923 – Witvinvaalhaai

Furgaleus · Galeorhinus · Gogolia · Hemitriakis · Hypogaleus · Iago · Mustelus · Scylliogaleus · Triakis